# Pizza, birra, faso
Pizza, birra, faso (bra: Pizza, Cerveja, Cigarro) é um filme de drama argentino de 1998 dirigido por Bruno Stagnaro e Israel Adrián Caetano.
O filme ganhou três Kikitos no Festival de Gramado, incluindo o de melhor filme.

## Elenco
- Héctor Anglada	...	Cordobés
- Jorge Sesán	...	Pablo
- Pamela Jordán	...	Sandra
- Adrián Yospe...	Rubén
- Daniel Di Biase	...	Trompa
- Walter Díaz	...	Frula
- Martín Adjemián	...	Taxista
- Elena Cánepa	...	velha
- Rubén Rodríguez	...	Rengo